# Иван Станчић
Иван Пико Станчић (Даљ, 4. јул 1953 — Супетар, 2. јун 2025) био је југословенски и хрватски музичар, продуцент и академски сликар.
Похађао је музичку школу, где је учио да свира гитару и удараљке. Са деветнаест година је постао члан Групе 220, да би касније свирао прво у групи Тајм, а затим и у групи Филм.

## Биографија
Иван Станчић рођен је 4. јула 1952. године у Даљу. Одрастао је у радничкој породици у којој су углавном били уметници. Мајка и отац су му били сликари, а стриц композитор, аранжер и продуцент. Већ са дванаест година почео је да свира са разним бендовима по подрумима, гаражама и таванима где су свирали и пробијали се кроз почетке рокенрола. У музичкој школи научио је да свира гитару и удараљке, али је велико знање стекао свирајући у бендовима „УФО“ и „Аб ово“. У то време свирао је соул са групом „Heart of Soul” и прогресивни рок са „WooDoo” у загребачким квартовима. Након тога почиње да свира бубњеве у сплитском бенду „Атлантик” и са петнаест година почиње да се бави професионално музиком. У Загребу је са Матом Дошеном и Зораном Шиловићем основао бенд „3 који живе од музике и сендвича у 10 сати“, а свирају искључиво ауторску музику, али за собом не остављају ни једну плочу. Групи се придружио и Харма Хрвоје Марјановић, који је одмах постао ауторитет, а остали су много научили од њега.

## Каријера

### Група 220
У јесен 1970. године са групом „Аб ово“ (коју су тада чинили и Ненад Зубак, Хусеин Хасанефендић, Тихомир Варга и Бранко Вукмановић) наступио је на такмичењу младих група одржаном у биоскопској сали „Цесарец“ (данас Егзит театар) и побеђују. У сали је био и рок музичар Драго Млинарец, који их доводи у „Групу 220”. Године 1971. снимили су синглове "Повратак" и "Прва љубав", чиме су Групи 220 вратили стари успех који је временом почео да опада. Почели су да свирају тврђи рокенрол, што Млинарцу никако није одговарало, па су током снимања албума А ти се не дај одлучили да албум изађе као Млинарчев деби, након чега ће наставити соло каријеру.
Међутим, Станчић наставља сарадњу са Млинарцем, снимајући са њим, између осталог, албуме Песме са планине (1972) и Рођење (1975). Почетком 1972. године снимио је сингл са Групом 220, који је укључивао Хусову композицију „Киши и мало је хлодо“, која је доживела успех и била је веома слушана на радио станицама. Године 1974. Станчић је у бенд довео свог пријатеља Јурицу Пађена (бивши члан „Спектрума” и „Скитнице”). Ненад Зубак, Иван Станчић, Хусеин Хасанефендић и Јурица Пађен снимају свој други ЛП Слике у Љубљани. Албум је објављен 1975, кад напушта групу.